# Cói túi Nam Bộ
Cói túi Nam Bộ (danh pháp: Carex cochinchinensis) là một loài thực vật có hoa trong họ Cói. Loài này được Raymond mô tả khoa học đầu tiên năm 1959.